# Sebastián Castellion
Sébastien Châteillon, latinizado Castalio, luego Castellio y finalmente Castellion (Saint-Martin-du-Frêne, Ain, 1515-Basilea, 29 de diciembre de 1563) fue un humanista, biblista y teólogo cristiano reformado francés.

## Trayectoria
Es posible que su familia fuera valdense, ya que en el siglo XIII discípulos de Pedro Valdo procedentes de Lyon se habían refugiado en la región de Bugey.
En 1535 Castellion ingresó en el Colegio de la Trinidad de Lyon, donde conoció obras de los humanistas de la época y las Instituciones Cristianas de Juan Calvino, y  adhirió a las ideas de la Reforma Protestante.
En 1540 viajó a Estrasburgo para reunirse con Calvino, y luego marchó con él a Ginebra. Allí fue designado director del Collège de Rive. Castellion se distinguió entonces por sus innovaciones pedagógicas y publicó el libro Dialogi Sacri (en español: Diálogos sagrados) en 1542, una selección de diálogos de la Biblia traducidos al latín para facilitar el aprendizaje del latín, obra que fue muchas veces reimpresa en toda Europa. 
En 1543, tras la peste que azotó Ginebra, Sebastián Castellio fue uno de los pocos teólogos ginebrinos que visitaba a los enfermos y consolaba a los moribundos. Por su destacada labor, el Ayuntamiento de Ginebra recomendó el 15 de diciembre de 1543 el nombramiento permanente de Castellio como predicador en Vandoeuvres; sin embargo, en 1544 Calvino inició una campaña en su contra que frustra el nombramiento. Cuando Castellio se entera exige explicaciones a Calvino y éste explica que las razones son por no compartir sus opiniones teológicas en estos 2 puntos: Que el origen del Cantar de los Cantares era un poema erótico y no un poema religioso y por darle una interpretación del descenso de Jesucristo a los infiernos una interpretación distinta a la de Calvino.
El Consejo persuade a Castellion y a Calvino a celebrar una entrevista pública para resolver su disparidad de opiniones. Pero Calvino no quiere discutir, exhorta a Castellion a que se someta a sus opiniones, éste sabe que si lo hace se aseguraría ese lucrativo puesto, pero Castellion fiel a su conciencia decide no hacerlo.
Tras otro encontronazo con Calvino por criticar la forma de actuar de los predicadores nombrados por Calvino y por ello ser acusado de denigrar la imagen del clero, Castellion abandona Ginebra, desplazándose a Basilea, donde al principio sufrió una situación de pobreza extrema. Más adelante consiguió un empleo como corrector de imprenta, después como lector de griego y finalmente fue nombrado profesor de la Universidad de Basilea.

## Castellio contra Calvino
En 1554, con el pseudónimo de Martinus Bellius y con un lugar de impresión inventado (Magdeburgo), publicó De haereticis an sint persequendi, un ataque frontal a la tesis según la cual los herejes deben ser ejecutados, obra que lo enfrentó definitivamente con Calvino y que fue traducida al español por Casiodoro de Reina. Castellion reaccionaba con este libro a la ejecución de Miguel Servet por los calvinistas en Ginebra el 27 de octubre de 1553: «Matar a un hombre no es defender una doctrina, es matar a un hombre. Cuando los ginebrinos ejecutaron a Servet, no defendieron una doctrina, mataron a un ser humano; no se hace profesión de fe quemando a un hombre, sino haciéndose quemar por ella», escribió. «Buscar y decir la verdad, tal y como se piensa, no puede ser nunca un delito. A nadie se le debe obligar a creer. La conciencia es libre», añadió.
En De haereticis presentó una antología de textos de padres de la Iglesia, como Lactancio, San Juan Crisóstomo, San Jerónimo, San Ambrosio y San Agustín de Hipona, contra la ejecución de herejes. Añadió las opiniones al respecto de Erasmo y de varios protestantes entre ellos frases del mismo Calvino.
Definió a los herejes como "aquellos que no están de acuerdo con nuestra opinión". Afirmó que los cristianos que se engañan a sí mismos, hasta el punto de justificar la persecución religiosa, son peores que cualquiera a quien pretendan "convertir". Reclamó la libertad de culto universalmente:

Que los judíos o los turcos no condenen a los cristianos, y que tampoco los cristianos condenen a los judíos o a los turcos... y nosotros, los que nos llamamos cristianos, no nos condenemos tampoco los unos a los otros... Una cosa es cierta: que cuanto mejor conoce un humano la verdad, menos inclinado está a condenar.

Teodoro de Beza, lugarteniente de Calvino, respondió al libro de Castellion con El castigo de los herejes por los magistrados y el mismo Calvino con la Defensa de la fe contra los errores de Miguel Servet. Luego lograron que en Basilea se prohibiera la publicación de la réplica de Castellion, Contra libellum Calvini, a la vez que hicieron diversas gestiones para lograr que Castellion fuera despedido de su puesto en la universidad, donde, por el contrario, se consolidó un círculo académico en torno suyo, integrado por Celio Curione, Martín Celario, David Joris, Bonifacio Amerbach y los impresores Pedro Perna y Juan Oporino. Los ataques de Calvino y sus lacayos aumentan de intensidad: Se le hace responsable de pasquines anónimos y de libelos difamatorios; ante esas injustas acusaciones Felipe Melanchthon se pone de parte de Castellio con una carta pública escrita con la finalidad de que le sirva de protección y esto aumenta su prestigio. Pero eso no consigue aplacar el odio de Calvino que en 1558 publica Calumniae nebulonis cujusdam, una diatriba donde se le acusa de haber robado madera, entre otras cosas; la réplica de Castellio es ejemplar, demuestra la falsedad de las acusaciones, incluida la del robo de madera, que no fue tal, si no que antes una crecida del Rin él y otros ciudadanos retiraron madera del río para que no causaran daños.
En 1560 se desató la primera de las ocho olas sucesivas de guerras religiosas en Francia, y entonces Castellion publicó Conseil à la France désolée reclamando la tolerancia y anunciando, con treinta años de anticipación. Evidentemente esta solución es considerada por Calvino como un gran crimen y de nuevo Teodoro de Beza, como buen secuaz, escribe una obra acusatoria Responsio ad defensiones et reprehensiones Sebastiani Castellionis, dedicado a los pastores de la iglesia de Basilea. El tiempo le dio la razón a Castellio, la solución que daría el Edicto de Nantes: "dos religiones para un reino". 
Murió a la edad de cuarenta y ocho años, "arrebatado por la bondad de Dios a las garras de sus adversarios", cuando, por instigación de Ginebra, se le había abierto un proceso judicial por herejía. Sólo Montaigne le rindió homenaje en sus ensayos.

## Proyección de sus ideas
Su clara denuncia del fanatismo y su defensa de la libertad de conciencia situaron a Castellion en el sector tolerante de la Reforma Protestante. 
Abrió el camino a Pierre Bayle (1647-1706), quien le consagró una extensa nota en su Dictionnaire Historique et Critique; a Rabaut Saint-Etienne (1743-1793), quien introdujo la libertad de conciencia en la Declaración de los Derechos del Hombre; y a Ferdinand Buisson (1841-1932), uno de los fundadores del laicismo francés. Mayor fue su influencia en Holanda por medio de los seguidores de Jacobus Arminius, y en el mundo anglosajón a través de Locke y Milton.
Castellion es conocido también por sus trabajos bíblicos, y se le considera como uno de los fundadores de la crítica moderna. Tradujo la Biblia al latín en 1551 y al francés en 1555. La traducción francesa solo fue reeditada en 2005. 
Aunque Miguel Servet fue el principal precursor espiritual del unitarismo moderno, Sebastián Castellion, al defender el derecho de Servet y de cualquier persona que pensara diferente a él mismo a disentir, fue el primer pensador moderno de la Reforma protestante.
En cuanto a la Filosofía, fue precursor de los grandes racionalistas clásicos, como fueron Spinoza y Descartes.
En el XX ha destacado la recuperación de Stefan Zweig. El escritor vienés publicó en 1936 en alemán el libro Castellio contra Calvino en rendido homenaje al que fuera, junto con Erasmo, uno de los primeros pensadores en hacer de la tolerancia el principio rector de su obra y su vida y en crítica amarga y abierta contra el nazismo y su brutalidad. En la introducción al libro Zweig escribió: 

Desde el punto de vista del espíritu, las palabras 'victoria' y 'derrota' adquieren un significado distinto. Y por eso es necesario recordar una y otra vez al mundo, un mundo que sólo ve los monumentos de los vencedores, que quienes construyen sus dominios sobre las tumbas y las existencias destrozadas de millones de seres no son los verdaderos héroes, sino aquellos otros que sin recurrir a la fuerza sucumbieron frente al poder, como Castellion frente a Calvino en su lucha por la libertad de conciencia y por el definitivo advenimiento de la humanidad a la tierra.

Y acababa el libro con las siguientes palabras: «Siempre habrá algún Castellio que se alce contra cualquier Calvino, defendiendo la independencia soberana de la opinión frente a toda violencia ejercida desde el poder».

## Obras
- Dialogi Sacri, 1542
- De Haereticis, an sint persequendi et omnino quomodo sit cum eis agendum, doctorum virorum tum veterum, tum recentiorum sententiae, Magdeburgi (i.e. Basilae), per G. Rausch (i. e. Oporinus), 1554
- La Bible nouvellement translatée, avec la suite de l'histoire depuis le tems d'Esdras jusqu'aux Maccabées : e depuis les Maccabées jusqu'à Christ. Item avec des annotacions sur les passages difficiles. À Bale, pour Jehan Hervage, l'an M.D.LV
- De arte dubitandi
- Contra el libelo de Calvino, A. Domini, 1554 (publicado en 1612)
- Conseil à la France désolée, auquel est monstré la cause de la guerre présente et le remède qui y pourroit estre mis, et principalement est avisé si on doit forcer les consciences, (s. l.), 1562

## Reconstrucciones del Templo de Jerusalén
Su edición de la Biblia incluía unos interesantes grabados del Tabernáculo del Desierto, el Templo de Salomón y el de Ezequiel.

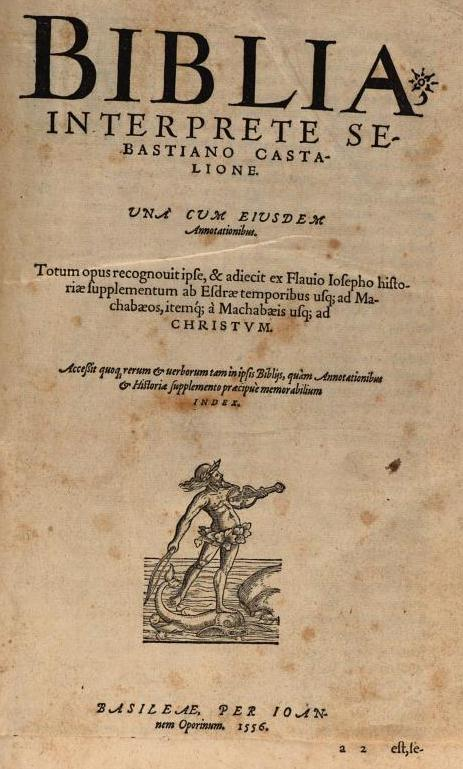
Portada de la Biblia interpretada por Castellion
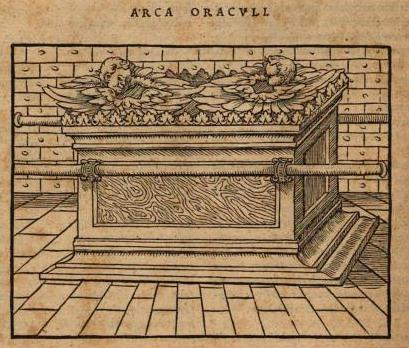
Arca de la Alianza
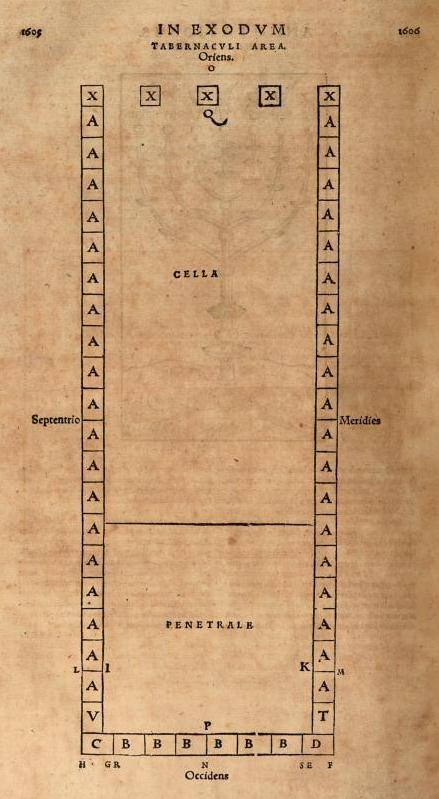
Tabernáculo
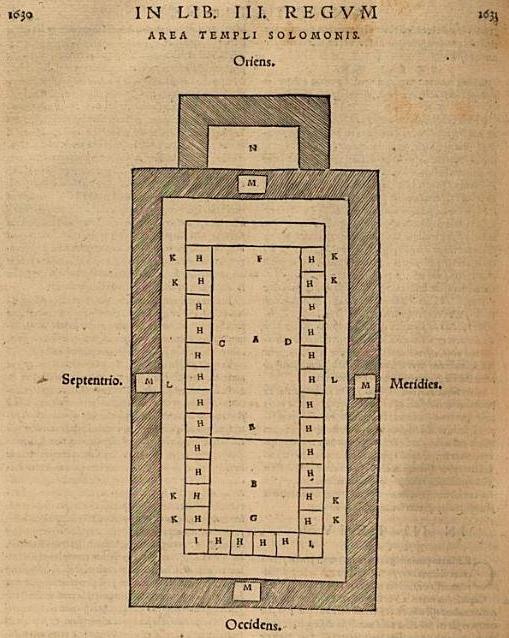
Templo de Salomón
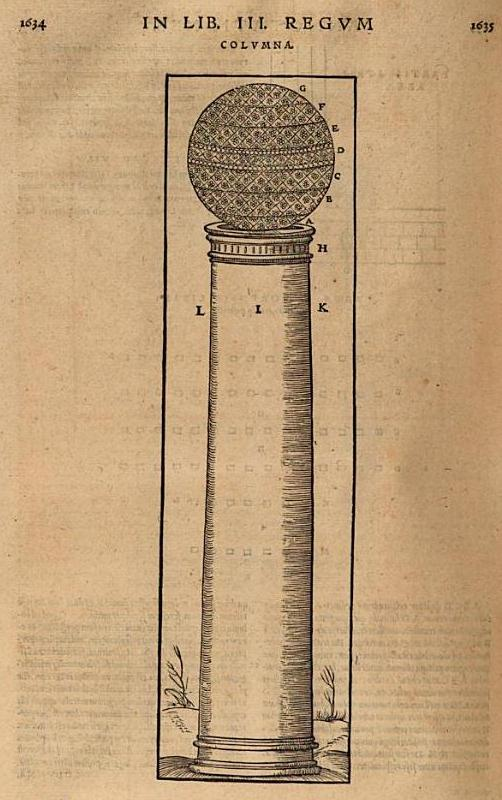
Columna del Templo
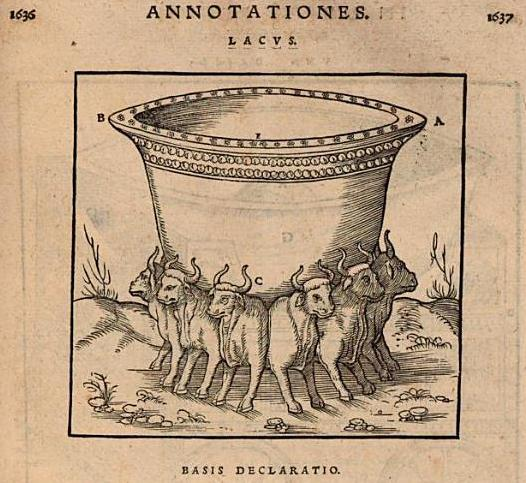
Mar de bronce
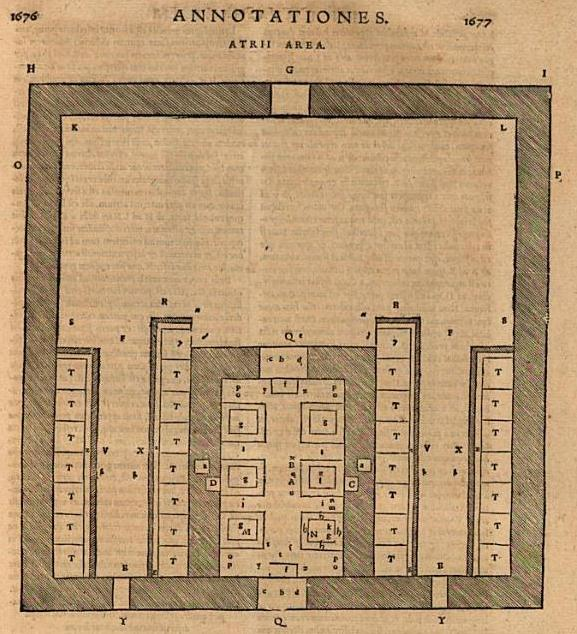
Accesos al Templo de Ezequiel
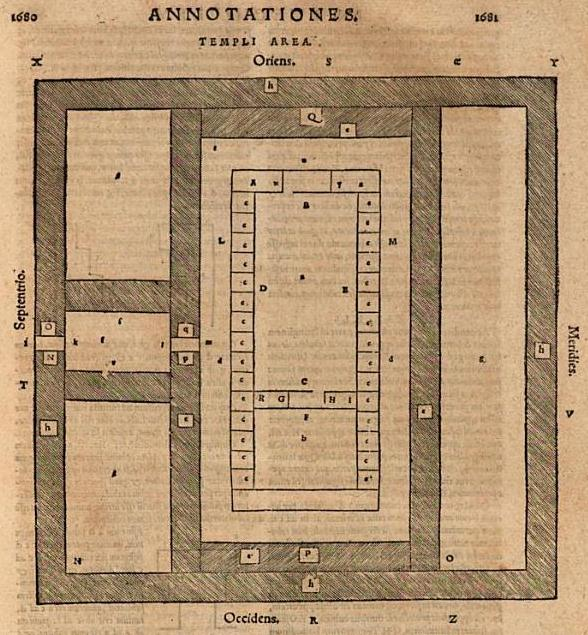
Santuario del Templo de Ezequiel
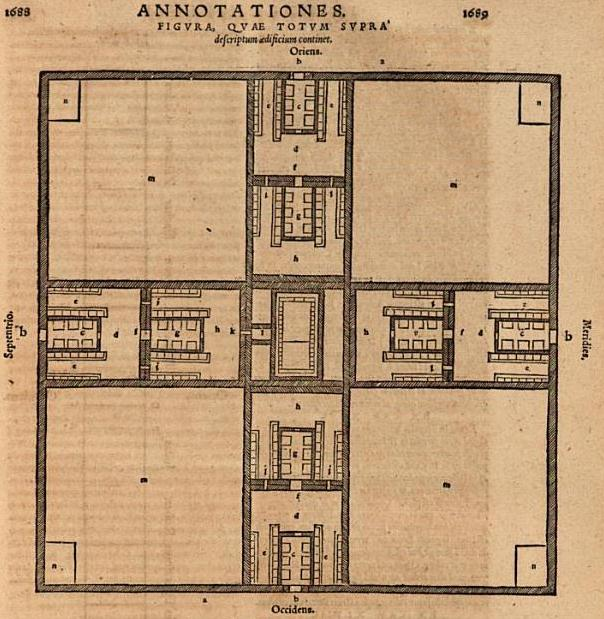
Planta del Templo de Ezequiel